# Осадчий, Станислав Вилиорович
Станисла́в Вилио́рович Оса́дчий (род. 26 января 1951) — советский и российский дипломат. Чрезвычайный и полномочный посол (2004).

## Биография
Окончил МГИМО МИД СССР (1973) и Дипломатическую академию МИД РФ (1999). Кандидат исторических наук. На дипломатической работе с 1973 года.
- В 1973—1979 годах — стажёр, атташе посольства СССР в Кипре.
- В 1982—1987 годах — второй секретарь, первый секретарь посольства СССР в Греции.
- В 1987—1990 годах — первый секретарь, советник Первого европейского отдела, Общего секретариата МИД СССР.
- В 1990—1993 годах — советник посольства СССР, России в США.
- В 1994—1996 годах — старший советник, заведующий секретариатом первого заместителя министра иностранных дел России И. С. Иванова.
- В 1996—1997 годах — начальник отдела Департамента — исполнительного секретариата МИД России.
- В 1997—1999 годах — генеральный консул России в Гамбурге (Германия).
- В 1999—2000 годах — генеральный консул России в Стамбуле (Турция).
- В 2000 году — советник-посланник посольства России в Турции.
- В 2000—2001 годах — заместитель директора Департамента кадров МИД России.
- С мая по октябрь 2001 года — исполняющий обязанности директора Департамента кадров МИД России.
- С октября 2001 по 2004 год — директор Департамента кадров МИД России.
- С 6 августа 2004 по 9 марта 2010 года — чрезвычайный и полномочный посол Российской Федерации в Австрии[1][2].
- С июля 2010 по июнь 2013 года — директор Департамента безопасности МИД России.
- С 5 октября 2010 по 2 сентября 2013 года — член коллегии МИД России[3][4].
- С 3 июня 2013 по 12 сентября 2022 года — чрезвычайный и полномочный посол Российской Федерации в Республике Кипр[5][6].
- С 2023 года — профессор кафедры дипломатии МГИМО.

## Семья
Женат, имеет сына и дочь.

## Награды
- Орден Почёта (18 мая 2021) — За большой вклад в реализации внешнеполитического курса Российской Федерации и многолетнюю добросовестную дипломатическую службу[7].
- Орден Дружбы (14 ноября 2002) — За активное участие в реализации внешнеполитического курса Российской Федерации и многолетнюю добросовестную работу[8].
- Большой золотой почётный знак на ленте «За заслуги перед Австрийской Республикой» (2010, Австрия)[9].
- Благодарность президента Российской Федерации (2 декабря 2000) — За активное участие в проведении внешнеполитического курса Российской Федерации[10].

## Дипломатический ранг
- Чрезвычайный и полномочный посланник 2 класса (13 апреля 1999)[11]
- Чрезвычайный и полномочный посланник 1 класса (22 мая 2002)[12]
- Чрезвычайный и полномочный посол (12 июля 2004)[13].